# Márcio Pacheco

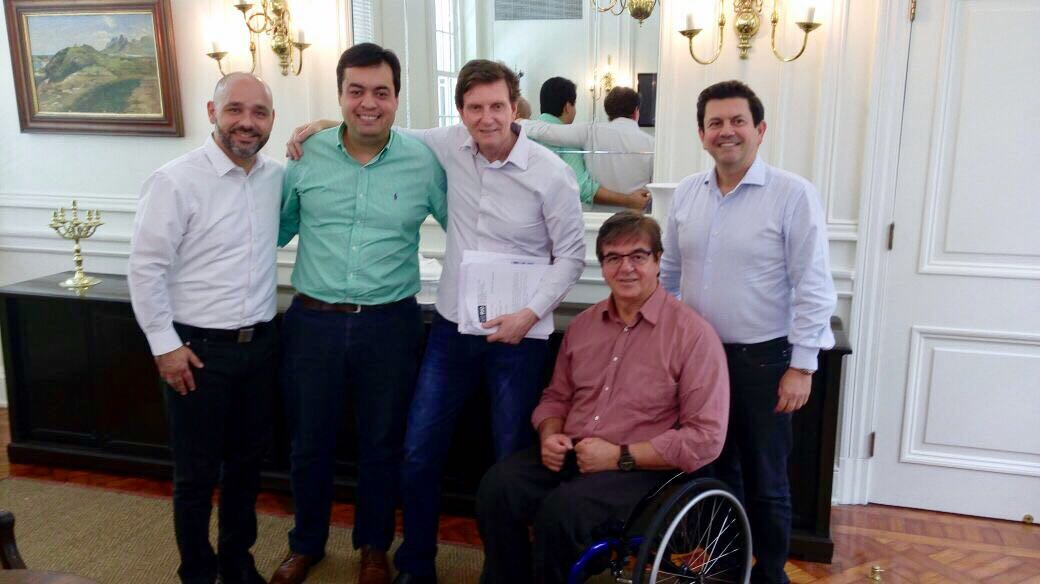

Marcio Henrique Cruz Pacheco (Sorocaba, 9 de janeiro de 1975) é um advogado e político brasileiro, atual conselheiro do Tribunal de Contas do Estado do Rio de Janeiro (TCE-RJ). Antes, foi vereador por dois mandatos e deputado estadual no Rio de Janeiro por três mandatos, todos pelo PSC.
Em abril de 2015, numa polêmica votação, foi um dos parlamentares a votar a favor da nomeação de Domingos Brazão para o Tribunal de Contas do Estado do Rio de Janeiro, nomeação esta muito criticada na época.
No dia 20 de fevereiro de 2017, votou contra a privatização da CEDAE.
Nas eleições de 2018, Márcio Pacheco foi reeleito deputado estadual para a 12ª legislatura (2019–2023) da Assembleia Legislativa do Estado do Rio de Janeiro (Alerj). No pleito, como candidato do Partido Social Cristão (PSC), Pacheco obteve 48.317 votos. Tornou-se líder do governo na Assembleia após a posse de Cláudio Castro, seu ex-assessor parlamentar.
Em 22 de junho de 2022, Márcio Pacheco foi eleito conselheiro do Tribunal de Contas do Estado do Rio de Janeiro (TCE-RJ) ao obter 47 votos dos deputados. Para assumir a vaga no tribunal, renunciou ao mandato na ALERJ.

## Controvérsias

### Relatório sobre transações bancárias suspeitas
Em dezembro de 2018, veio à tona um relatório de 422 páginas do Conselho de Controle de Atividades Financeiras (Coaf) que havia sido anexado pelo Ministério Público Federal à investigação que origem à Operação Furna da Onça e que ganhou grande repercussão nacional por envolver um ex-assessor parlamentar de Flávio Bolsonaro, filho do presidente Jair Bolsonaro. O documento reúne informações a respeito de operações bancárias de 75 funcionários e ex-servidores da Assembleia Legislativa do Estado do Rio de Janeiro (Alerj) citadas em comunicados sobre transações financeiras suspeitas. As operações suspeitas, que envolvem pessoas que trabalham ou trabalharam em 20 gabinetes de deputados estaduais do Rio de Janeiro de diferentes matizes ideológicas, totalizam mais de R$ 207 milhões.
O relatório do Coaf apontou que funcionários do gabinete de Márcio Pacheco na Alerj movimentaram um total de R$ 25,3 milhões entre janeiro de 2016 e janeiro de 2017, sendo o terceiro maior valor apontado pelo documento. De acordo com o relatório, as transações suspeitas foram feitas por nove servidores de Pacheco: Claúdio Sérgio Ornellas de Oliveira, André Santolia da Silva Costa, Paulo Roberto Abboud Pinto, José Eduardo Coutinho da Costa, Rosa Maria dos Santos, Fabiano Machado da Rosa, Paulo Roberto Petri da Silva, Danielle Laranjeira Santolia da Silva Costa e André Araújo Costa. Desses nomes, segundo o RH da Alerj em dezembro de 2018, dois integram o gabinete do deputado, dois são ex-assessores, um nunca foi funcionário da Assembleia e os outros quatro estão lotados em áreas distintas na Alerj.
Por meio de sua assessoria de imprensa, Márcio Pacheco declarou que sempre agiu com honestidade e transparência, que está apurando as informações, que agirá no caso de acordo com a Lei e que não pode se responsabilizar por transações bancárias de ex-assessores. Já o Ministério Público Federal, em nota, esclareceu que nem todas as movimentações atípicas citadas no documento seriam, necessariamente, ilícitas.